# William de Camargo
William de Camargo Escobar (São José do Rio Preto, 27 de febrero de 1999), conocido como William, es un futbolista brasileño. Juega como centrocampista o delantero en el Real Ávila C. F. de la Segunda Federación.

## Trayectoria
Formado en las categorías inferiores del São Paulo F. C., al que se incorporó en el año 2013. Tras terminar su contrato con el club brasileño, se marchó a España para enrolarse en la cantera del C. D. Leganés en abril de 2017.
Tras llegar a España se uniría a la plantilla del Club Deportivo Leganés en División de Honor. Hizo su debut con el Club Deportivo Leganés "B" en Tercera División el 25 de febrero de 2018, en una victoria por 5 goles a cero frente al CDF Tres Cantos.
En verano de 2018 realizó toda la pretemporada con el primer equipo y el 30 de agosto de firmó un contrato de préstamo por un año con el equipo ucraniano de la Premier League, el FC Karpaty Lviv. Hizo su debut profesional el 15 de septiembre, reemplazando a Maryan Shved en un encuentro que acabaría con derrota por 0-1 en casa contra el FC Vorskla Poltava.
En septiembre de 2019 fue cedido por una temporada a las filas del F. C. Cartagena. Inicialmente llegó para reforzar al equipo filial en Tercera División, pero rápidamente se convirtió en jugador del primer equipo. El 20 de julio de 2020 el F. C. Cartagena logró el ascenso a la Segunda División tras eliminar al Atlético Baleares en la tanda de penaltis en la eliminatoria del playoff.
El 14 de enero de 2021 terminó su contrato de cesión con el F. C. Cartagena y llega al Valencia Club de Fútbol Mestalla en calidad de cedido. Allí estuvo hasta final de temporada y en julio volvió a ser prestado, en esta ocasión al R. C. Deportivo de La Coruña. Después de estas experiencias en España, en septiembre de 2022 se marchó a Bélgica para jugar en el K. M. S. K. Deinze.
El 1 de febrero de 2024 se desvinculó definitivamente del C. D. Leganés y fichó por el C. F. Fuenlabrada para lo que quedaba de temporada con opción a otra. En su etapa en el club sufrió una crisis epiléptica durante un partido y estuvo varios meses sin equipo hasta incorporarse al Real Ávila C. F. en febrero de 2025.

## Clubes
| Club                                  | País    | Año       |
| ------------------------------------- | ------- | --------- |
| C. D. Leganés "B"                     | España  | 2017-2018 |
| Karpaty Lviv                          | Ucrania | 2018-2019 |
| F. C. Cartagena (cedido)              | España  | 2019-2021 |
| Valencia C. F. Mestalla (cedido)      | España  | 2021      |
| R. C. Deportivo de La Coruña (cedido) | España  | 2021-2022 |
| K. M. S. K. Deinze (cedido)           | Bélgica | 2022-2023 |
| C. F. Fuenlabrada                     | España  | 2024      |
| Real Ávila C. F.                      | España  | 2025-     |